# Дворецький Йосиф Хананович
Дворецький Йосиф Хананович (рос. Иосиф Хананович Дворецкий, 8 (20) серпня 1894, Варшава, Царство Польське — 3 січня 1979, Москва) — радянський філолог-класик, редактор, перекладач.
В якості співробітника і помічника професора Дмитра Миколайовича Королькова працював над складанням найбільш докладного в XX столітті «Латинсько-російського словника» (бл. 200 000 слів і словосполучень з контекстними значеннями). Перше видання словника вийшло в 1949 році, після смерті професора Королькова під обома іменами; численні наступні — тільки під ім'ям Й. Х. Дворецького.
Дворецький також склав найбільш повний двотомний «Давньогрецько-російський словник», редактором якого виступив Сергій Іванович Соболевський.